# Pseudcardiochilus acutus
Pseudcardiochilus acutus är en stekelart som först beskrevs av Vladimir Ivanovich Tobias och Alexeev 1977.  Pseudcardiochilus acutus ingår i släktet Pseudcardiochilus och familjen bracksteklar. Inga underarter finns listade i Catalogue of Life.